# Dyscia cuniculina
Dyscia cuniculina là một loài bướm đêm trong họ Geometridae.